# Friedlander Menáchem
Friedlander Menáchem (? – 1860-as évek közepe) nagyatádi, kővágóörsi, felpölci, majd morvaszentgyörgyi rabbi, egyházi író.

## Élete
1807-től kezdve Nagyatádon, majd Kővágóörsön, később Felpőcön, végül Morvaszentgyörgyön működött. A felekezeti életben tevékenyen részt vett, s a paksi 1844-i rabbigyűlés előkészítője volt. 

## Műve
Műve Divré Nichumim címen jelent meg.